# Milolaathetlukken
Milo van den Bos (Amsterdam, 19 maart 1998), bekend onder zijn artiestennaam Milolaathetlukken en voorheen Baby Milo, is een Nederlands rapper.

## Carrière

### Baby Boys
Van den Bos begon zijn muzikale carrière in 2019 op 21-jarige leeftijd als lid van de formatie Baby Boys, samen met Boy Visser. De groep stond onder contract bij Burning Fik, het platenlabel van Pepijn Lanen en Abel van Gijlswijk. Volgens Van den Bos werd de formatie 'puur op looks' gescout door Abel van Gijlswijk. Baby Boys debuteerde als rapformatie met een bijdrage aan het nummer "Oranje Etiket" van Gotu Jim. De formatie bracht meerdere singles uit en lanceerde het album Verlegen. Later besloot Van den Bos een andere artistieke richting in te slaan en startte hij een solocarrière bij het platenlabel.

### Solocarrière
De single Huh, die in januari 2024 werd uitgebracht, markeerde het solodebuut van Van den Bos en werd positief ontvangen. Gedurende 2024 bracht hij meerdere singles uit, waaronder "Merkgeile", "Baddie", "Ff Kappe Nou" en "Jezus". In oktober 2024 werkte Van den Bos samen met de artiesten Mensa en SRNO aan het nummer "Modeshow". Ook heeft hij een samenwerking gehad met Romeijn voor het nummer "Middelvinger", dat in augustus 2024 werd uitgebracht. In december 2024 bracht hij samen met Hakmadafack en Bartofso het nummer "Dashhh" uit.

## Discografie

### Als onderdeel van Baby Boys

#### Albums
- Verlegen (februari 2020)

#### Singles
- Oranje Etiket (februari 2019), met Gotu Jim
- Lievelingskech (juni 2019)
- Murakami (augustus 2019)
- Fingersnap (januari 2020)
- 2003 (maart 2020), met Suilju
- Heli (mei 2020), met Suilju
- Klappen (mei 2020)
- Kledijen (mei 2020), met Abel
- Slow (mei 2020), met Gotu Jim
- Stylist (mei 2020)
- Tik Tok (mei 2020), met Gotu Jim en Suilju
- Toppie (mei 2020), met Gotu Jim
- Diamanten Tranen (december 2020), met Gotu Jim
- Doe Wat Ik Wil (november 2022)
- MAXICOSI (december 2022)

### Solocarrière

#### Singles
- Huh (januari 2024)
- Merkgeile (februari 2024)
- Baddie (maart 2024)
- Ff Kappe Nou (april 2024)
- Jezus (juli 2024)
- Bordeelsluipers (april 2025)

##### Samenwerkingen
- Middelvinger (augustus 2024), met Romeijn
- Modeshow (oktober 2024), met Mensa en SRNO
- Dashhh (december 2024), met Hakmadafack en Bartofso
- Single (mei 2025), met Idaly

## Persoonlijk
Van den Bos groeide op in Amsterdam-Zuid en woont momenteel in het centrum van de stad.